# C'è spazio per tutti (fumetto)
C'è spazio per tutti è una storia a fumetti realizzata da Leo Ortolani in collaborazione con le agenzie spaziali italiana ed europea.
L'opera, pur mantenendo un tono comico e presentando tra i protagonisti il personaggio di Rat-Man, creato dallo stesso Ortolani, di fatto ripercorre la storia della conquista dello spazio: dal primo lancio orbitale di un razzo V2 nel 1947 fino all'odierna stazione spaziale internazionale.
Una parte dell'albo è stata portata dall'astronauta Paolo Nespoli sulla Stazione spaziale internazionale durante la spedizione Sojuz MS-05 del 2017, diventando il primo fumetto ad andare nello spazio. L'albo è stato poi pubblicato nel novembre 2017 da Panini Comics.